# 빌리 호프트
윌리엄 프레더릭 호프트(William Frederick Hoeft, 1932년 5월 17일 ~ 2010년 3월 16일)은 미국의 전 프로 야구 선수로, 포지션은 투수였으며 좌투좌타였다. 메이저 리그 베이스볼(MLB)에서 15시즌 동안 디트로이트 타이거스, 보스턴 레드삭스, 볼티모어 오리올스, 밀워키 브레이브스, 시카고 컵스, 샌프란시스코 자이언츠 등지에서 뛰었다.